# Elsaß-Lothringische G 10
Die G 10 der Reichseisenbahnen in Elsaß-Lothringen waren Güterzuglokomotiven nach dem Vorbild der preußischen G 10. Sie waren für den schweren Güterzugdienst vor allem im lothringisch/luxemburgischen Industriegebiet vorgesehen. Es wurden insgesamt 35 G 10 für die Reichseisenbahnen von Henschel (1910), Grafenstaden (1912/13) und Borsig (1913) geliefert. Die erste Serie wurde als G 9 geliefert, 1912 dann aber in G 10 umgezeichnet.
Nach dem Ersten Weltkrieg blieb eine Lok in Deutschland und wurde später zur 57 1124. Der an Frankreich gefallene Bestand wurde durch Reparationsabgaben und in Elsaß-Lothringen verbliebene preußische G 10 um 19 Lokomotiven aufgestockt. Außerdem die Württembergische Hh Nr. 835 als G 10 5436 eingereiht. Die SNCF bezeichnete die G 10 als 050-B 401–453.
Nach dem Zweiten Weltkrieg blieb eine ehemals elsaß-lothringische G 10 in der DDR und wurde von der DR als 57 3551 übernommen. Die G 10 in Frankreich wurden bis 1955 ausgemustert.